# (32) Pomona
(32) Pomona ist ein Asteroid des mittleren Hauptgürtels, der am 26. Oktober 1854 vom deutsch-französischen Astronomen Hermann Mayer Salomon Goldschmidt in Paris entdeckt wurde.
Der Asteroid wurde benannt nach Pomona, der römischen Göttin der Gärten und Obstbäume und Frau des Vertumnus. Die Benennung erfolgte durch den französischen Astronomen Urbain Le Verrier. Fälschlicherweise wurde für diesen Asteroiden manchmal das Symbol eines Apfels mit einem Stern verwendet. Dieses Zeichen gehört jedoch zu (26) Proserpina.

## Wissenschaftliche Auswertung
Aus Ergebnissen der IRAS Minor Planet Survey (IMPS) wurden 1992 Angaben zu Durchmesser und Albedo für zahlreiche Asteroiden abgeleitet, darunter auch (32) Pomona, für die damals Werte von 80,8 km bzw. 0,26 erhalten wurden. Mit dem Satelliten Midcourse Space Experiment (MSX) wurden 1996 bis 1997 im Rahmen der Infrared Minor Planet Survey (MIMPS) Daten gewonnen, aus denen für (32) Pomona Werte für den mittleren Durchmesser und die Albedo von 85,7 km bzw. 0,23 bestimmt wurden. Eine Auswertung von Beobachtungen durch das Projekt NEOWISE im nahen Infrarot führte 2011 zu vorläufigen Werten für den Durchmesser und die Albedo im sichtbaren Bereich von 85,3 km bzw. 0,23. Nach neuen Messungen mit NEOWISE wurden die Werte 2014 auf 81,8 km bzw. 0,25 korrigiert.
Spektroskopische Untersuchungen von (32) Pomona vom 19. und 20. September 2012 am Observatorium des Astronomischen Instituts der Russischen Akademie der Wissenschaften auf dem Pik Terskol wurden dahingehend interpretiert, dass die beobachteten spektralen Merkmale des Asteroiden vermutlich Manifestationen einer vorherrschenden Pyroxen-Olivin-Mischung und ihrer verschiedenen Oxidationen in der Oberflächenmaterie darstellen.
Nach ersten photometrischen Beobachtungen von (32) Pomona im Jahr 1965 in China, bei denen eine Rotationsperiode von 9,45 h ermittelt wurde, fanden weitere Messungen vom 28. November bis 2. Dezember 1975 am Observatoire de Haute-Provence in Frankreich statt. Aus der aufgezeichneten Lichtkurve konnte für den Asteroiden nun eine Rotationsperiode von 9,443 h bestimmt werden, während Messungen am 11. und 12. November 1983 am Osservatorio Astronomico di Torino in Italien ebenfalls zu dieser Periode passten. Weitere Beobachtungen erfolgten am 24. und 25. März 1985 sowie vom 26. Oktober bis 21. November 1987 am Osservatorio Astronomico di Torino und am La-Silla-Observatorium in Chile. Aus den Daten wurden zwei alternative Lösungen für die Position der Rotationsachse mit einer prograden Rotation und eine Periode von 9,4477 h abgeleitet. Außerdem wurden Achsenverhältnisse für ein dreiachsig-ellipsoidisches Gestaltmodell des Asteroiden berechnet.

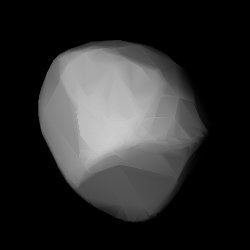
Berechnetes 3D-Modell von (32) Pomona

Aus den Daten der Beobachtungen in den Jahren 1965, 1975, 1983 und 1985 wurde in einer Untersuchung von 1986 erneut versucht, zwei alternative Lösungen für die Position der Rotationsachse sowie die Achsenverhältnisse eines dreiachsig-ellipsoidischen Gestaltmodells zu errechnen. Weitere Beobachtungen wurden vom 25. Februar bis 1. März 1989 am La-Silla-Observatorium durchgeführt. Die Daten passten wieder gut zu der bereits bekannten Periode von 9,443 h. Unter Einbeziehung dieser neuen Daten lieferte eine Untersuchung aus dem Jahr 1993 wieder zwei alternative Rotationsachsen mit prograder Rotation und eine Rotationsperiode von 9,4476 h, allerdings sehr unsichere Angaben für die Achsenverhältnisse. Auch eine Untersuchung aus 1995 lieferte wieder zwei alternative Rotationsachsen mit prograder Rotation und Achsenverhältnisse.
Aus 46 im Uppsala Asteroid Photometric Catalogue (UAPC) archivierten Lichtkurven der Beobachtungsjahre 1965 bis 1989 wurde dann in einer Untersuchung von 2002 erstmals ein dreidimensionales Gestaltmodell mit einer ziemlich eckigen Form für den Asteroiden berechnet. Es wurde eine eindeutige Rotationsachse mit prograder Rotation und eine Periode von 9,447669 h gefunden. Aus Messungen durch IRAS im Infraroten von Juli bis September 1983 wurden in einer Untersuchung von 2009 die thermischen Trägheitswerte von 11 Hauptgürtelasteroiden mit Durchmessern <100 km und bekannten Formen und Rotationsachsen abgeleitet. Eine Abschätzungen für die Größe und Albedo von (32) Pomona ergab 84–86 km bzw. 0,22–0,24.
Zwischen 2012 und 2018 wurden mit der All-Sky Automated Survey for Supernovae (ASAS-SN) auch photometrische Daten von 20.000 Asteroiden aufgezeichnet. Auf mehr als 5000 davon konnte erfolgreich die Methode der konvexen Inversion angewendet werden, darunter auch (32) Pomona, für die in einer Untersuchung von 2021 ein verbessertes dreidimensionales Gestaltmodell für zwei alternative Rotationsachsen mit prograder Rotation und einer Periode von 9,4476 h berechnet wurde.
Aus archivierten Daten des Asteroid Terrestrial-impact Last Alert System (ATLAS) aus dem Zeitraum 2015 bis 2018 konnte in einer Untersuchung von 2022 mit der Methode der konvexen Inversion eine Rotationsperiode von 9,44769 h berechnet werden. Im Jahr 2023 wurde aus photometrischen Messungen von Gaia DR3 erneut ein dreidimensionales Gestaltmodell des Asteroiden für zwei alternative Rotationsachsen mit prograder Rotation und einer Periode von 9,4475 h berechnet.